# Katka - bumazjnyj ranet
Katka - bumazjnyj ranet (ryska: Катька - бумажный ранет) är en sovjetisk dramafilm från 1926, regisserad av Fridrich Ermler och Eduard Ioganson.

## Handling
Filmen berättar om en tjej som i mitten av 1920-talet kom till Leningrad från byn på jakt efter ett nytt liv.

## Rollista
- Veronika Buzjinskaja – Katka
- Bella Tjernova – Verka
- Jakov Gudkin
- Fjodor Nikitin